# عملة 10 جنيه مصري
عملة 10 جنيه مصري هي إحدى الفئات النقدية للجنيه المصري.

## الإصدار الحالي
| (2015-) | الصورة   | الصورة  | الأبعاد   | الوصف         | الوصف            |
| (2015-) | الأمامية | الخلفية | الأبعاد   | الوجه الأمامي | الوجه الخلفي     |
| ------- | -------- | ------- | --------- | ------------- | ---------------- |
| (2015-) |          |         | 150x70 مم | مسجد الرفاعي  | تمثال خفرع وحورس |

## إصدار البوليمر
أعلن البنك المركزي المصري، يوم الثلاثاء 5 يوليو 2022 عن طرحه ورقة نقدية من فئة عشرة جنيهات بلاستيكية (من خام البوليمر). وهي المرة الأولى التي يتم فيها استخدام الأوراق البلاستيكية في العملات المصرية.
تم تصميم فئة العشرة جنيهات الجديدة بأسلوب يتضمن عناصر تعكس الطابع المعماري الإسلامي الحديث: مسجد الفتاح العليم في العاصمة الإدارية الجديدة، بالإضافة إلى تمثال حتشبسوت وشكل يجمع بين هرم ومكتبة الإسكندرية الجديدة.
وفقًا للبنك المركزي المصري عن اختيار العملة البلاستيكية لأول مرة في تاريخ العملات المصرية: "تتميز النقود البلاستيكية بالمرونة والقوة، والسُمك الأقل، وطول العمر الافتراضي الذي يصل إلى نحو ثلاثة أضعاف عمر الفئة الورقية الحالية المصنوعة من القطن، إلى جانب أنها مقاومة للماء، وأقل في درجة تأثرها بالأتربة، كما أنها صديقة للبيئة وقابلة لإعادة التصنيع، وأكثر مقاومة للتلوث مقارنة بفئات النقد الورقية المتداولة، بالإضافة إلى صعوبة تزييفها وتزويرها."
تم استخدام زخارف إسلامية باستخدام أحبار غير مرئية تحت الضوء العادي وتظهر عند تعرضها للأشعة فوق البنفسجية بألوان صفراء وخضراء. أما الترقيم الرأسي للفئة، فيظهر باللون الأحمر في الضوء العادي، ويتحول إلى اللون البرتقالي تحت الأشعة فوق البنفسجية.
تم تصميم العملة بواسطة البنك المركزي المصري وشركة دو لا رو (بالإنجليزية: De La Rue)‏ البريطانية.
| الإصدار | الصورة   | الصورة  | الأبعاد   | الوصف                                          | الوصف                                |
| الإصدار | الأمامية | الخلفية | الأبعاد   | الوجه الأمامي                                  | الوجه الخلفي                         |
| ------- | -------- | ------- | --------- | ---------------------------------------------- | ------------------------------------ |
| (2022-) |          |         | 69x132 مم | مسجد الفتاح العليم في العاصمة الإدارية الجديدة | تمثال حتشبسوت، هرم، مكتبة الإسكندرية |

## انظر أيضًا

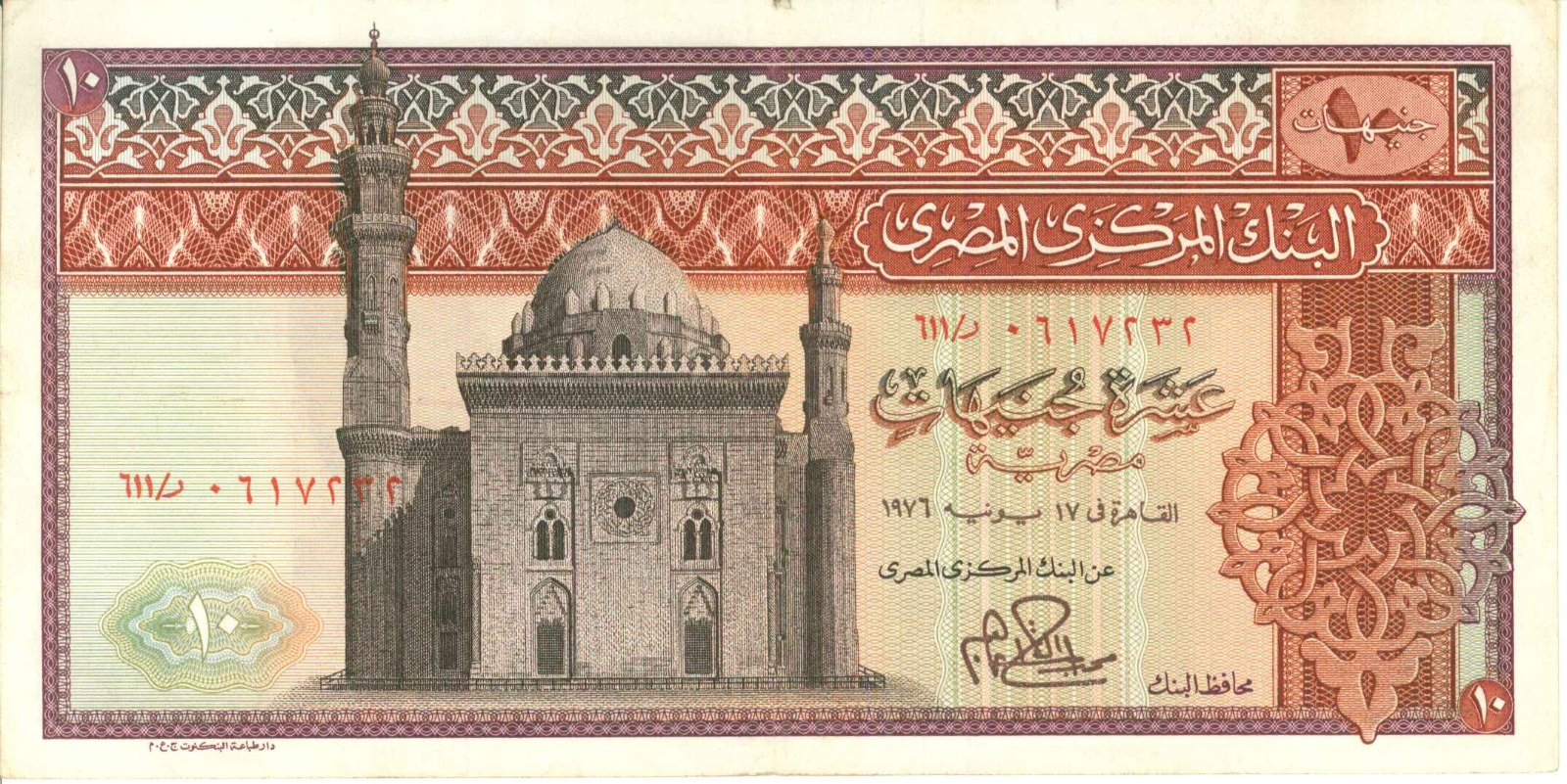
ورقة الـ 10 جنيه المستخدمة بين 1970-1979